# Provinz Bejaia
Die Provinz Bejaia (arabisch ولاية بجاية, DMG Wilāyat Biǧāya, tamazight ⴰⴳⴻⵣⴷⵓ ⵏ ⴱⴳⴰⵢⴻⵜ Agezdu n Bgayet; auch Bidschaya, Vgaiet) ist eine Provinz (wilaya) im nordöstlichen Algerien. Hauptstadt der Provinz ist Bejaia.

## Geografie
Die Provinz umfasst das als Kleine Kabylei bezeichnete Gebiet, sie liegt an der Mittelmeerküste und hat eine Fläche von 3404 km². Die Provinz grenzt im Osten an Jijel, im Süden an Sétif, Bordj Bou Arreridj und Bouira und im Westen an Tizi Ouzou.
Der wichtigste Fluss in der Provinz ist der Oued Soummam. Der Oued Bou Sellam bildet einen Teil der Grenze zu den Provinzen Sétif und Bordj Bou Arreridj.

## Bevölkerung
Die Bevölkerung besteht zum größten Teil aus Kabylen, gesprochen wird die Berbersprache Kabylisch. Insgesamt rund 917.000 Menschen (Schätzung 2006) wohnen in der Provinz, die Bevölkerungsdichte beträgt somit rund 270 Einwohner pro Quadratkilometer.
In jüngerer Zeit kam es öfter zu Zusammenstößen zwischen der berbersprachigen Bevölkerung und der algerischen Zentralregierung, es gab auch etliche Todesfälle.